# Lisianthius saponarioides
Lisianthius saponarioides là một loài thực vật có hoa trong họ Long đởm. Loài này được Schltdl. & Cham. mô tả khoa học đầu tiên năm 1831.